# Kadin Jelovac
Kadin Jelovac är ett samhälle i Bosnien och Hercegovina.   Det ligger i entiteten Republika Srpska, i den nordvästra delen av landet, 180 km nordväst om huvudstaden Sarajevo. Kadin Jelovac ligger 155 meter över havet och antalet invånare är 225.
Terrängen runt Kadin Jelovac är platt åt nordväst, men åt sydost är den kuperad.Närmaste större samhälle är Prijedor, 20,0 km sydväst om Kadin Jelovac. 
I omgivningarna runt Kadin Jelovac växer i huvudsak lövfällande lövskog. Runt Kadin Jelovac är det ganska tätbefolkat, med 67 invånare per kvadratkilometer.